# Сюто

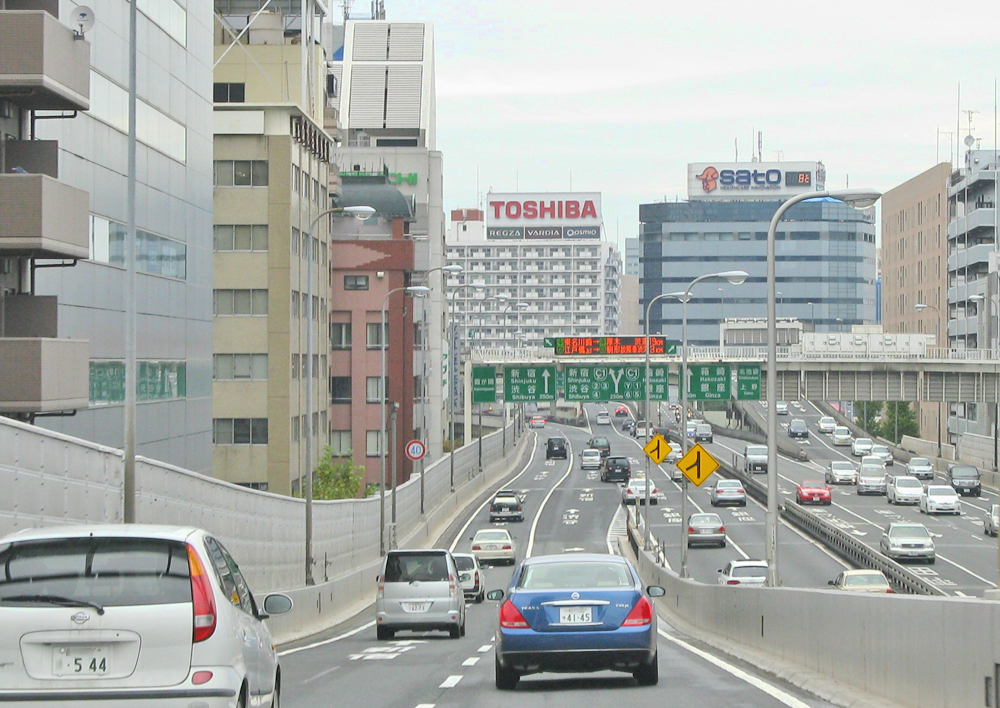

Столичные скоростные дороги (яп. 首都高速道路 Сюто ко:соку до:ро) — сеть скоростных платных автодорог в Большом Токио.

## История
Корпорация столичных скоростных дорог (首都高速道路公団) для строительства скоростных дорог в Большом Токио была создана правительством Японии в 1959 году. В 1962 году была запущена в эксплуатацию первая дорога, соединившая Кобаяси в Тюо и Сибаура в Минато. С тех пор было выстроено свыше 280 км скоростных дорог, и ещё порядка 30 км находится в планах.
В октябре 2005 года в соответствии с планом реформ правительства Дзюнъитиро Коидзуми Корпорация столичных скоростных дорог была приватизирована, преобразовавшись в Компанию столичных скоростных дорог (首都高速道路株式会社).

## Дороги

Скоростные автодороги Токио

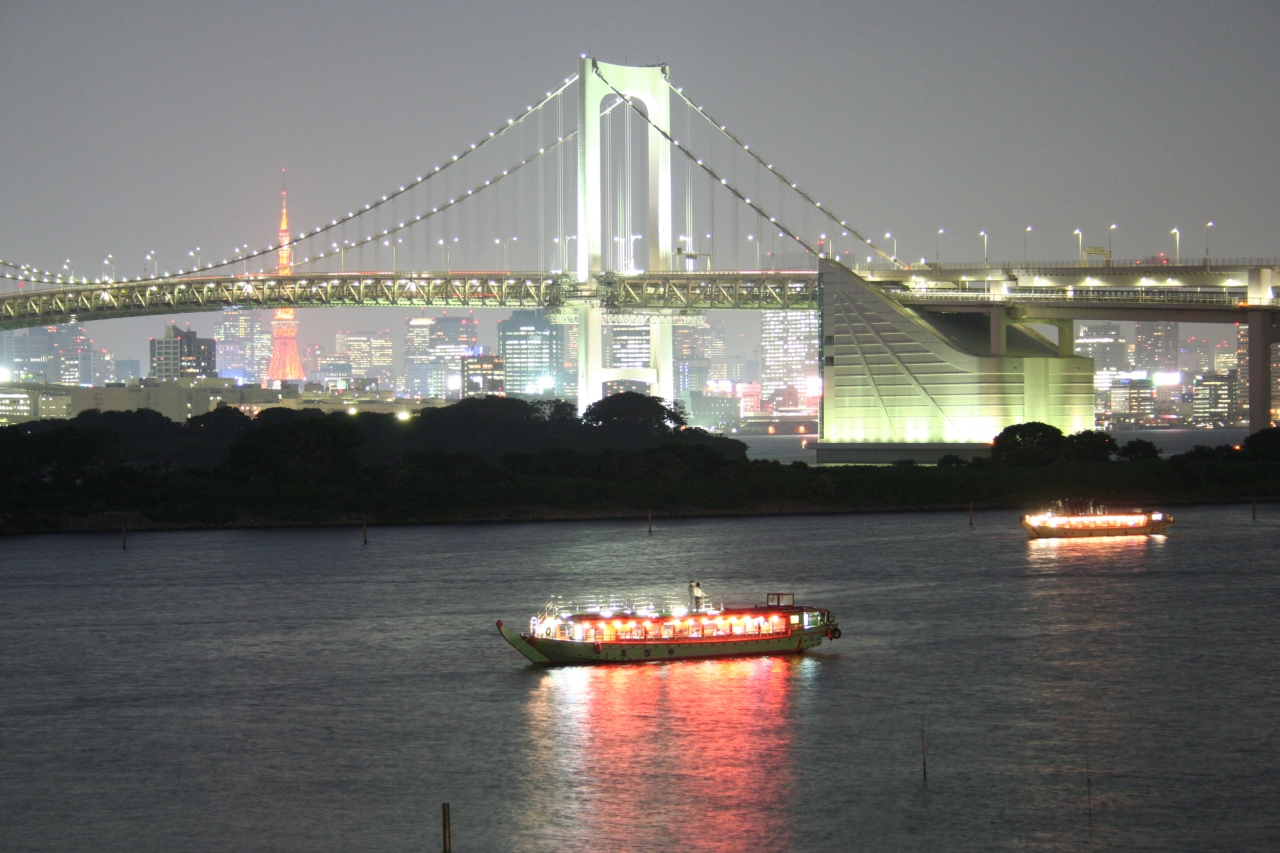
Одна из скоростных автодорог проходит по Радужному мосту

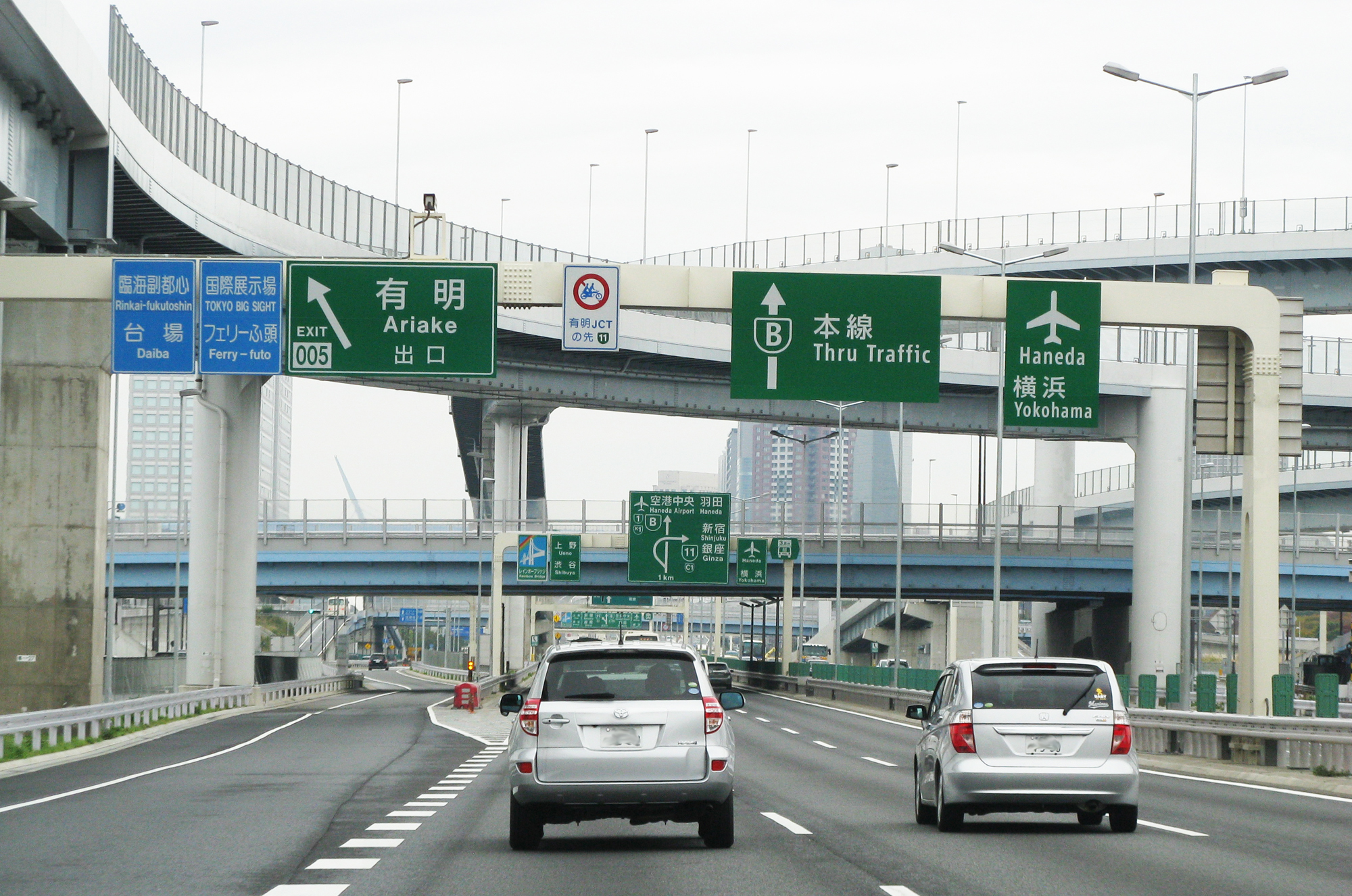
Автомобильные развязки на дороге Харуми

В настоящее время в Сюто косоку доро входит 24 дороги.

### Кольцевые дороги
- C1 — Внутренняя кольцевая дорога
- C2 — Центральная кольцевая дорога
- Y — Дорога Яэсу

### Радиальные дороги
- 1 — Дорога Уэно (Эдобаси — Ирия), дорога Ханэда (Хамадзаки-баси — Ханэда)
- 2 — Дорога Мэгуро
- 3 — Дорога Сибуя
- 4 — Дорога Синдзюку
- 5 — Дорога Икэбукуро
- 6 — Дорога Мукодзима (Эдобаси — Хорикири), дорога Мисато (Косугэ — Мисато)
- 7 — Дорога Комацугава
- 9 — Дорога Фукагава
- 10 — Дорога Харуми
- 11 — Дорога Дайба
- B — Вангансэн (Набережная залива, участок Кавасаки-укисима — Коя)

### Дороги префектуры Канагава
- K1 — Дорога Ёкоханэ
- K2 — Дорога Мицусава
- K3 — Дорога Кариба
- K5 — Дорога Дайкоку
- K6 — Дорога Кавасаки (участок Намики — Кавасаки-укисима)

### Дороги префектуры Сайтама
- S1 — Дорога Кавагути
- S2 — Дорога Сайтама Синтосин
- S3 — Дорога Омия